# Micropodium longifolium
Micropodium longifolium là một loài thực vật có mạch trong họ Aspleniaceae. Loài này được (C. Presl) Mett. miêu tả khoa học đầu tiên.